# Olaf Thon
Olaf Thon, född 1 maj 1966 i Gelsenkirchen, är en tysk för detta professionell fotbollsspelare (mittfältare).
Olaf Thon slog igenom i Schalke 04 och debuterade i det västtyska landslaget redan som 18-åring mot Malta 1984. Efter en sejour i Bayern München kom Thon tillbaka till Schalke 1994 och spelade där fram tills 2002. Thon blev världsmästare med Västtyskland i VM 1990 och slog in den avgörande straffen i semifinalen mot England.

## Meriter
- A-landskamper: 52 (4 mål)
- VM i fotboll: 1986, 1990, 1998
  - VM-guld 1990
  - VM-silver 1986
- Tysk mästare: 1989, 1990, 1994
- Tysk cupmästare 2001, 2002
- Uefacupen 1997